# 瓦伦丁·霍尔
瓦伦丁·霍尔（英語：Valentine Hall，1867年11月12日—1934年10月26日），生于纽约，美国男子网球运动员。他曾获得1888年和1890年美国网球公开赛男子双打冠军。他于1894年退役。